# Kungariket Kediri

Karta över kungariket Kediri.

Kungariket Kediri, också kallat Kadiri och Panjalu, var ett hindu-buddhistiskt kungarike på Java mellan 1045 och 1222. Även dess huvudstad hette Kediri, dock ibland kallad Daha. Det var en fortsättning på Kungariket Kahuripan  och var föregångare till Singhasariket. 
Kungariket Kediri skapades när Airlangga, härskare i kungariket Kahipuran, abdikerade till förmån för sina två söner och delade riket mellan dem, därmed skapande kungariket Janggala och kungariket Kediri. Kediri levde på jordbruk, men exporterade under senare tid också kryddor till Medelhavet och Kina. Kediri existerade parallellt med Shrivijayariket, som också utsträckte sin överhöghet över Java. Under slutet av 1000-talet började dock Shrivijayas överhöghet över Java försvagas, och Kediri dominerade som lokal stormakt under 1100-talet. Dess kung Kameçvara (r. 1117-1130) och drottning Çri Kirana dyrkades som kärleksguden Kamajaya och kärleksgudinnan Rati och deras huvudstad var berömd i hela Sydostasien. Kung Jayabhayas regeringstid (r. 1130–1160) betraktas som en storhetstid för gammaljavanesisk litteratur. 
År 1222 tvingades dess sista kung, Kertajaya, abdikera och överlämna sin tron till Ken Arok, som skapade Singhasariket. Kediri var därefter ett lokalt hertigdöme under Singashari kring staden Daha. 1478-1527 uppnådde hertigdömet Daha (Kediri) återigen en viss blomstring innan det krossades. 